# Einsatzgruppen

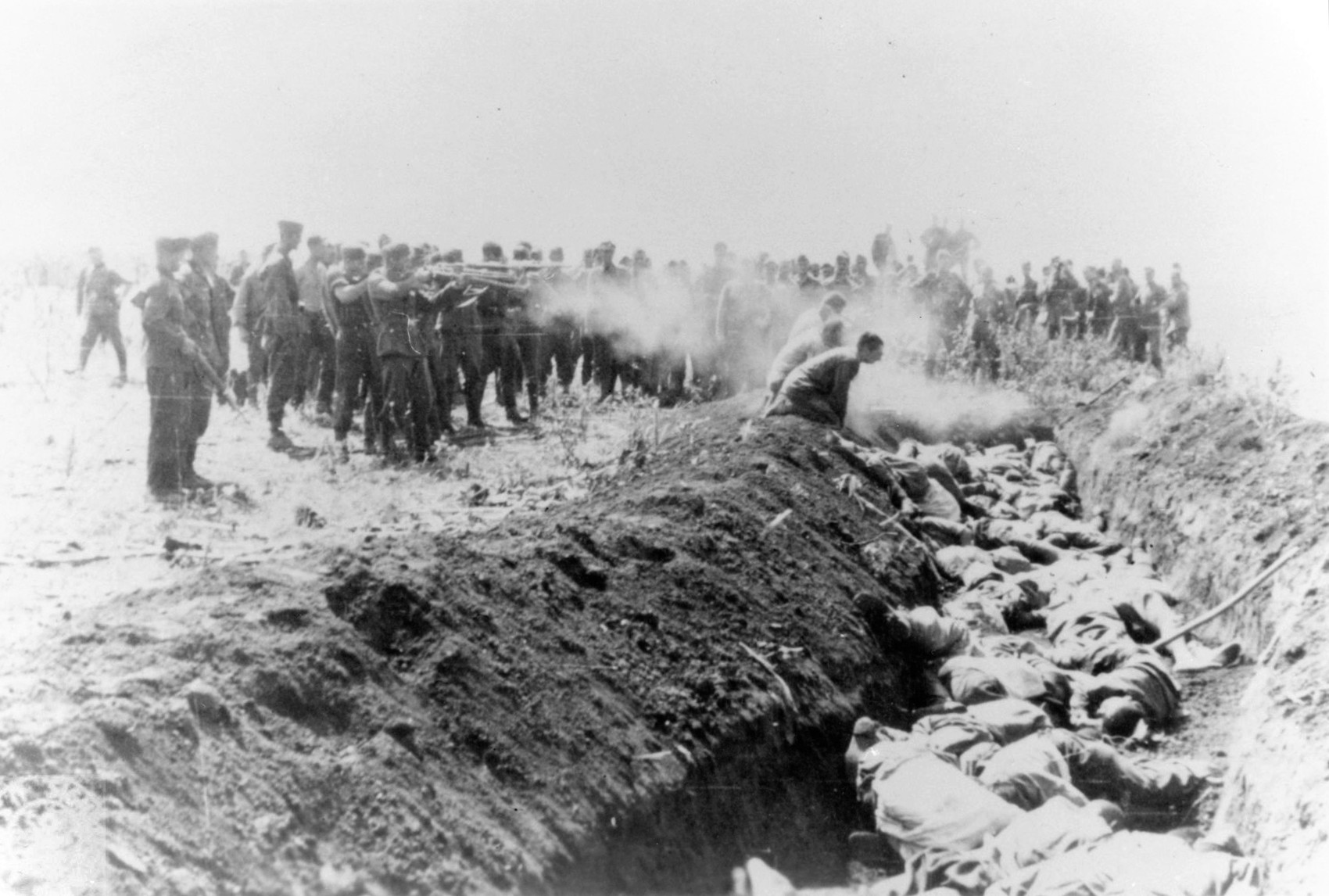
Execução em massa de civis soviéticos pelo Einsatzgruppen, em meados de 1941.

Einsatzgruppen (chamados oficialmente Einsatzgruppen der Sicherheitspolizei und des SD) foram  esquadrões da morte subordinados à Schutzstaffel (SS) na Alemanha Nazista responsáveis por diversas execuções em massa, primordialmente a tiros, durante a Segunda Guerra Mundial (1939–45). Os Einsatzgruppen tiveram um papel importante na implementação da chamada "solução final da questão judaica" (Die Endlösung der Judenfrage) nos territórios europeus ocupados pelas forças alemãs, especialmente no leste. Quase todas as pessoas assassinadas eram civis, incluindo intelectuais, comissários políticos, judeus e ciganos, além de pessoas envolvidas com movimentos partisans na Europa Oriental.
Sob a direção do Reichsführer-SS Heinrich Himmler e supervisionado pelo SS-Obergruppenführer Reinhard Heydrich, os Einsatzgruppen operaram em territórios ocupados pelas forças armadas alemãs logo após a invasão da Polônia em setembro de 1939 e a Operação Barbarossa (a invasão da União Soviética) em 1941. Os Einsatzgruppen trabalhavam ao lado da Ordnungspolizei na frente leste para realizar operações de assassinato em massa, que podiam durar alguns dias, como o massacre em Babi Yar onde 33 771 judeus foram assassinados em 48 horas, e o Massacre de Rumbula (onde cerca de 25 000 foram mortos também em dois dias). Seguindo ordens de Adolf Hitler, a Wehrmacht frequentemente cooperava com os Einsatzgruppen e lhes fornecia apoio logístico para suas operações.
O historiador Raul Hilberg estima que entre 1941 e 1945, os Einsatzgruppen e suas unidades auxiliares teriam matado quase 2 milhões de pessoas, incluindo 1,3 milhões de judeus. O total de judeus mortos durante o Holocausto é estimado em mais de 6 milhões.
Após a Segunda Grande Guerra, cerca de vinte e quatro oficiais de alta patente da Einsatzgruppen foram julgados entre 1947 e 1948, acusados de crimes de guerra e contra a humanidade. Quatorze foram executados e dois receberam sentenças de prisão perpétua. Em outros julgamentos, feitos por diversas nações, mais integrantes do Einsatzgruppen também receberam condenações.